# Ungarische Eishockeyliga 1996/97
Die Saison 1996/97 war die 60. Spielzeit der ungarischen Eishockeyliga, der höchsten ungarischen Eishockeyspielklasse. Meister wurde zum insgesamt 25. Mal in der Vereinsgeschichte Ferencvárosi TC.

## Modus
In der Hauptrunde absolvierte jede der fünf Mannschaften insgesamt 28 Spiele. Die beiden Erstplatzierten der Hauptrunde qualifizierten sich für das Meisterschaftsfinale. Für einen Sieg erhielt jede Mannschaft zwei Punkte, bei einem Unentschieden gab es einen Punkt und bei einer Niederlage null Punkte.

## Hauptrunde

### Tabelle
|    | Klub                      | Sp | S  | U | N  | Tore   | Punkte |
| -- | ------------------------- | -- | -- | - | -- | ------ | ------ |
| 1. | Dunaferr Dunaújváros      | 28 | 22 | 2 | 4  | 182:43 | 46     |
| 2. | Ferencvárosi TC           | 28 | 19 | 3 | 6  | 141:74 | 41     |
| 3. | Alba Volán Székesfehérvár | 28 | 17 | 2 | 9  | 145:69 | 36     |
| 4. | Tisza Volán-Szeged        | 28 | 6  | 3 | 19 | 83:122 | 15     |
| 5. | Újpesti TE                | 28 | 0  | 2 | 26 | 47:280 | 2      |

Sp = Spiele, S = Siege, U = unentschieden, N = Niederlagen, OTS = Overtime-Siege, OTN = Overtime-Niederlage, SOS = Penalty-Siege, SON = Penalty-Niederlage

## Finale
- Dunaferr Dunaújváros – Ferencvárosi TC 0:2 (3:4 n. P., 1:5)